# Canton des Échelles
Le canton des Échelles est une ancienne division administrative française, située dans le département de la Savoie et la région Rhône-Alpes.
Il disparait en 2015 à la suite du redécoupage cantonal de 2014, fusionné avec celui de Pont-de-Beauvoisin.

## Composition
Le canton des Échelles, d'une superficie de 147 km2, est composé de onze communes
.
| Nom                      | Code Insee | Intercommunalité         | Superficie (km2) | Population (dernière pop. légale) | Densité (hab./km2) |
| ------------------------ | ---------- | ------------------------ | ---------------- | --------------------------------- | ------------------ |
| Attignat-Oncin           | 73022      | CC du Lac d'Aiguebelette | 18,46            | 534 (2014)                        | 29                 |
| La Bauche                | 73033      | CC Cœur de Chartreuse    | 6,58             | 518 (2014)                        | 79                 |
| Corbel                   | 73092      | CC Cœur de Chartreuse    | 10,31            | 156 (2014)                        | 15                 |
| Entremont-le-Vieux       | 73107      | CC Cœur de Chartreuse    | 33,01            | 656 (2014)                        | 20                 |
| Les Échelles             | 73105      | CC Cœur de Chartreuse    | 3,75             | 1 217 (2014)                      | 325                |
| Saint-Christophe         | 73229      | CC Cœur de Chartreuse    | 11,01            | 530 (2014)                        | 48                 |
| Saint-Franc              | 73233      | CC Cœur de Chartreuse    | 7,25             | 157 (2014)                        | 22                 |
| Saint-Jean-de-Couz       | 73246      | CC Cœur de Chartreuse    | 7,71             | 272 (2014)                        | 35                 |
| Saint-Pierre-d'Entremont | 73274      | CC Cœur de Chartreuse    | 18,36            | 410 (2014)                        | 22                 |
| Saint-Pierre-de-Genebroz | 73275      | CC Cœur de Chartreuse    | 6,14             | 345 (2014)                        | 56                 |
| Saint-Thibaud-de-Couz    | 73282      | CC Cœur de Chartreuse    | 24,17            | 1 035 (2014)                      | 43                 |

## Représentation

### Conseillers généraux (1861-2015)
| Période                                  | Période          | Identité                  | Étiquette    | Qualité |
| ---------------------------------------- | ---------------- | ------------------------- | ------------ | --- |
| 1861                                     | 1871             | Claude Millioz            |              | Notaire - Maire des Echelles |
| 1871                                     | 1894 (décès)     | Jean Millioz              | Républicain  | Manufacturier - Maire de Saint-Christophe |
| 1894                                     | 1901             | Claude Vichet             | Républicain  | Propriétaire à Saint-Thibaud-de-Couz |
| 1901                                     | 1906 (démission) | Aimé Gallet               | Républicain  | Industriel - Maire des Echelles |
| 1906                                     | 1907             | Joseph Coutaz             | Républicain  | Négociant - Maire des Echelles |
| 1907                                     | 1925             | Laurent Périnel           | URD          | Industriel à Saint-Christophe |
| 1925                                     | 1940             | Benoît Rebotton           | Rad.         | Propriétaire - Maire de Saint-Thibaud-de-Couz |
|                                          |                  |                           |              | |
| 1942                                     | 1945             | Francisque Viard          |              | Avoué près le Tribunal de Lyon Maire des Echelles Nommé conseiller départemental en 1942 |
|                                          |                  |                           |              | |
| 1945                                     | 1958             | Gabriel Coutaz            | SFIO         | Maire de La Bauche |
| 1958                                     | 1970             | Louis Loridon             | DVD puis CD  | Maire de Saint-Pierre-de-Genebroz |
| 1970                                     | 1976             | Robert Gaviot (1929-2000) | UDR          | Boulanger pâtissier Maire de La Bauche |
| 1976                                     | 1982             | Hubert Gros (1931-2020)   | PS           | Maire des Échelles puis de Gerbaix |
| 1982                                     | 2008             | Jean-Pierre Vial          | RPR puis UMP | - Avocat - Maire du Bourget-du-Lac (1995-2001) - Maire des Échelles (1983-1995) - Président du Conseil Général (2004-2008) - Sénateur (1995-1997 et 1999-2020) Elu en 2008 dans le canton de La Motte-Servolex |
| 2008                                     | 2015             | Jean-Paul Claret          | DVG          | - Inspecteur des impôts - Maire d'Entremont-le-Vieux (1983-2020) - Président de la communauté de communes de la Vallée des Entremonts (2008-2014)                                                              |
| Les données manquantes sont à compléter. |                  |                           |              | |

Ce canton a ensuite été fusionné avec celui de Pont-de-Beauvoisin.

### Conseillers d'arrondissement (1833-1940)
| Période                                  | Période      | Identité                   | Étiquette | Qualité |
| ---------------------------------------- | ------------ | -------------------------- | --------- | --- |
| 1861                                     |              | Alphonse Antoine Gabet     |           | Juge de paix                                                                                                |
|                                          |              |                            |           | |
| 1871                                     |              | Jean Claude Millioz        |           | Greffier de la justice de paix, Les Échelles                                                                |
|                                          |              |                            |           | |
| 1910                                     |              | M. Duffay                  | Libéral   | |
|                                          |              |                            |           | |
|                                          |              | Célestin Michel            |           | Conseiller municipal des Échelles, Président du Conseil d'arrondissement (1920-?)                           |
|                                          |              |                            |           | |
| av.1928                                  | 1933 (décès) | Désiré Charvet (1871-1933) |           | Propriétaire, maire de Saint-Franc                                                                          |
| 1933                                     | 1940         | Marius Lanfrey (1878-1951) | Radical   | Industriel, Premier adjoint au maire des Échelles                                                           |
| 1940                                     |              |                            |           | Les conseils d'arrondissement ont été suspendus par la loi du 12 octobre 1940 et n'ont jamais été réactivés |
| Les données manquantes sont à compléter. |              |                            |           | |

## Démographie

### Évolution démographique
| 1962  | 1968  | 1975  | 1982  | 1990  | 1999  | 2006  | 2011  | 2012  |
| ----- | ----- | ----- | ----- | ----- | ----- | ----- | ----- | ----- |
| 4 152 | 3 843 | 3 655 | 3 776 | 4 193 | 4 686 | 5 205 | 5 643 | 5 729 |

### Âge de la population
La pyramide des âges, à savoir la répartition par sexe et âge de la population, du canton des Échelles en 2009 ainsi que, comparativement, celle du département de la Savoie la même année sont représentées avec les graphiques ci-dessous.
La population du canton comporte 50,2 % d'hommes et 49,8 % de femmes. Elle présente en 2009 une structure par grands groupes d'âge légèrement plus jeune que celle de la France métropolitaine. Il existe en effet 132 jeunes de moins de 20 ans pour cent personnes de plus de 60 ans, alors que pour la France l'indice de jeunesse, qui est égal à la division de la part des moins de 20 ans par la part des plus de 60 ans, est de 1,06. L'indice de jeunesse du canton est également supérieur à celui  du département (1,07) et à celui de la région (1,15).
| Hommes | Classe d’âge | Femmes |
| ------ | ------------ | ------ |
| 0,3    | 90 ans ou +  | 0,8    |
| 5,3    | 75 à 89 ans  | 8,6    |
| 13,5   | 60 à 74 ans  | 12,4   |
| 21,1   | 45 à 59 ans  | 18,6   |
| 23,5   | 30 à 44 ans  | 23,3   |
| 14,9   | 15 à 29 ans  | 15,0   |
| 21,2   | 0 à 14 ans   | 21,2   |

| Hommes | Classe d’âge | Femmes |
| ------ | ------------ | ------ |
| 0,3    | 90 ans ou +  | 1,1    |
| 6,2    | 75 à 89 ans  | 9,5    |
| 13,4   | 60 à 74 ans  | 14,3   |
| 21,0   | 45 à 59 ans  | 20,4   |
| 21,3   | 30 à 44 ans  | 20,5   |
| 18,5   | 15 à 29 ans  | 16,7   |
| 19,3   | 0 à 14 ans   | 17,5   |